# Jordanoleiopus gabonicus
Jordanoleiopus gabonicus är en skalbaggsart som beskrevs av Stefan von Breuning 1958. Jordanoleiopus gabonicus ingår i släktet Jordanoleiopus och familjen långhorningar.
Artens utbredningsområde är Gabon. Inga underarter finns listade i Catalogue of Life.